# 金海繁
金海 繁（かなうみ しげる、1948年12月12日 - 2008年）は日本のプロゴルファー。

## 来歴
1973年の中四国オープンでは増田光彦・十亀賢二に次ぐと同時に細石憲二・岡部洋三・上野忠美を抑えて4位に入った。
1976年のゴルフダイジェストトーナメントでは初日に68をマークして中嶋常幸・上原忍・松井利樹・田中文雄・石井裕士・鈴木規夫・内田繁と並んでの2位タイでスタートし、2日目は金本章生と並んでの6位タイ、3日目は3アンダーで中嶋・中村稔と並び、最終日には杉原輝雄・小林富士夫・宮本康弘・増田と並んでの8位タイに入った。後藤修は「週刊ゴルフダイジェスト」同年11月10日号の観戦記で「体格は尾崎以上」と評している。
1977年の日本プロでは初日、2日目と共に69をマークし、浦西武光・竹安孝博と並んでの10位タイに入った。
1978年のジーン・サラゼン ジュンクラシックでは初日に4アンダー68で浅井教司・新井規矩雄・山本善隆・常陸文男・入江勉・井上幸一・佐藤正一と並んでの2位タイでスタートし、2日目には尾崎健夫・関水利晃・増田と並んでの6位タイに着けた。
1980年のKBCオーガスタでは初日を上原宏一・鷹巣南雄・井上・横島由一・山本善と共に69をマークして6位タイでスタートした。
1980年の関東オープンでは2日目には泉川ピート・長谷川勝治と並んでの9位タイ、3日目には泉川と共に金井清一・小林と並んでの8位タイに着け、最終日にはインで大きく乱れた川田時志春と並んでの7位タイに入った 。
1981年の静岡オープンでは鷹巣と並んでの10位タイ、1983年の関東オープンでは最終日に68をマークして10位に入った。
1981年の日本オープンでは初日を雨と難コースでスコアが伸び悩む中、陳志明&謝永郁&何明忠（中華民国）・山本善・藤木三郎・松本紀彦・寺本一郎、ボビー・クランペット（アメリカ）、河野高明・重信秀人と並んでの10位タイでスタートした。
1984年のブリヂストントーナメントでは初日を中嶋・尾崎健・鈴木弘一・倉本昌弘・岩下吉久・長谷川と共に5アンダー67をマークして3位タイでスタートし、2日目には長谷川と共にティム・シンプソン（アメリカ）、青木功・上原宏一と並んでの2位タイ、3日目には青木と共に4位タイに着けた。
1984年の和歌山オープンでは初日を宮本・井上久雄に次ぐと同時に友利勝良・伊藤正己と並んでの5位タイでスタートし、最終日には入野太・宮本・伊藤に次ぐと同時に吉川一雄・大町昭義・前田新作と並んでの6位タイに入った。
1989年のペプシ宇部興産トーナメントを最後にレギュラーツアーから引退。